# Elena Lagadinowa

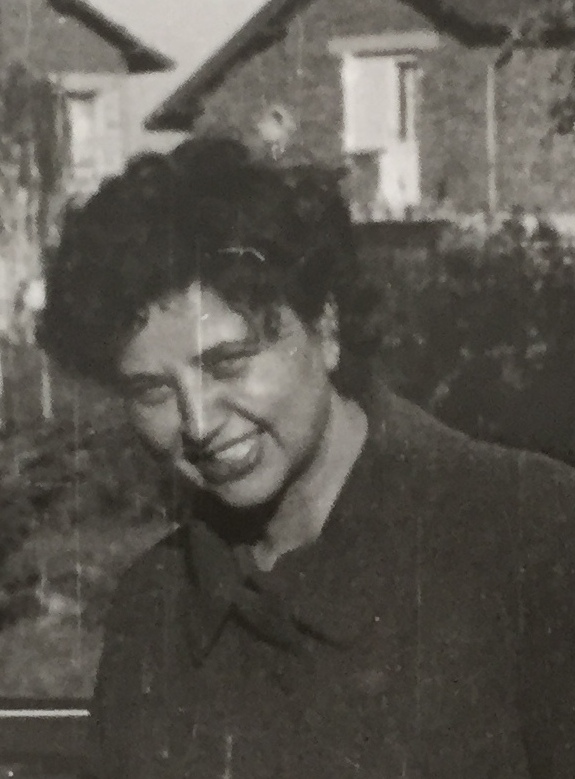
Elena Lagadinowa

Elena Lagadinowa (bulgarisch Елена Лагадинова, * 9. Mai 1930 in Raslog, Bulgarien; † 29. Oktober 2017 in Sofia) war eine bulgarische Widerstandskämpferin, Agrarbiologin und Politikerin.

## Leben
Zwei ihrer drei Brüder waren der Partisan, Jurist und Politiker Kostadin Atanasow Lagadinow (Костадин Лагадинов; 1913–2011) und der Politiker Asen Lagadinow (Асен Лагадинов; 1919–1944). Im Zweiten Weltkrieg stand das Zarentum Bulgarien auf Seiten der Achsenmächte. Gegen den Zaren und seine Regierung formierte sich die Widerstandsbewegung der Vaterländischen Front. Im Mai 1944 zerstörten Gendarmen das Haus der Familie Lagadinow. Der mittlere Bruder Asen wurde brutal ermordet. Elena Lagadinowa ging mit 14 Jahren in den Untergrund und gilt als jüngste Partisanin des Landes. Sie erhielt den Spitznamen „Amazone“ (Амазонка).
Nach dem Krieg heiratete Lagadinowa einen Mitkämpfer und ging zum Studium in die Sowjetunion. Sie wurde in Agrarbiologie promoviert. Danach arbeitet sie an der bulgarischen Akademie der Wissenschaften im Bereich der Pflanzengenetik. Lagadinova beschäftigte sich mit der Züchtung von Hybriden des Weizens. Im Jahr 1959 wurde sie mit dem Orden der Heiligen Kyrill und Methodius für ihre Forschungsarbeiten ausgezeichnet.
In den 1960er Jahren wurde Lagadinowa überzeugt, sich in bulgarischen Frauenpolitik zu engagieren. Im Jahr 1968 präsidierte sie das Komitee der bulgarischen Frauenbewegung, und drei Jahre später trat sie dem Zentralkomitee der Kommunistischen Partei bei. Die Präsidentschaft des Frauenkomitees hatte sie 22 Jahre inne, bis das Komitee 1990 aufgelöst wurde. Bulgarien erhielt um 1975 im weltweiten Vergleich eines der fortschrittlichsten Sozialsysteme für Frauen. Dazu gehörte die großzügige Gewährung von Mutterschaftsurlauben.
Lagadinowa leitete die bulgarische Delegation auf der ersten UN-Weltfrauenkonferenz in Mexiko-Stadt im Jahr 1975. Während der anschließenden „UN-Dekade der Frau“ (1976–1985) schmiedete sie viele internationale Allianzen rund um den gesamten Erdball und nahm Beziehungen zu Hunderten von Frauenorganisationen auf. Die Dritte UN-Weltfrauenkonferenz in Nairobi wählte Lagadinowa 1985 zur Generalberichterstatterin. Danach war sie bis 1988 Mitglied des Kuratoriums des Institute for Training Women (instraw) der Vereinten Nationen. Aktivistinnen von Lusaka bis Los Angeles bezeugen, dass Lagadinowa eine Pragmatikerin war.

## Auszeichnungen
1959 wurde Lagadinova von der bulgarischen Regierung für ihre Arbeit auf dem Gebiet der Pflanzengenetik mit dem Kyrillorden ausgezeichnet. Die Claremont Graduate School in Kalifornien zeichnete Lagadinowa 1991 mit der „Presidential Medal of Outstanding Achievement“ aus.